# Георги, Теодор
Теодор Георги (нем. Theodor Georgii, 30 апреля 1883, Санкт-Петербург — 21 августа 1963, Эсслинген-на-Неккаре, Баден-Вюртемберг) — немецкий скульптор и медальер.

## Жизнь и творчество
Родился в России, в семье выходцев из южной Германии. В 1902—1903 годах учился в Академии изящных искусств Штутгарта, в 1904 — в художественной школе Дилленс в Брюсселе, в 1905 — мюнхенской Академии изящных искусств в классе Адольфа фон Гильдебранда
Особенно успешными были скульптурные работы Т.Георги, сделанные в камне. В них он, прошедший школу Парижа и Брюсселя, наиболее близко отразил требования, определённые его учителем, А.фон Гильдебрандом. Был участником художественного движения Мюнхенский сецессион. В 1930 году Георги принял приглашение преподавать в венском Университете прикладного искусства.
В 1946 году Теодор вернулся в Мюнхен и начал преподавать в местной Академии изящных искусств. В 1953 году он стал почётным членом Академии. Автор ряда медалей, посвящённых выдающимся деятелям науки, искусства, литературы и церкви: папам Римским Пию XI и Пию XII, скульптору Адольфу фон Гильдебрандту (1917), Иоганну Гёте (1932), принцу Рупрехту Баварскому (1925), дирижёру Карлу Муку (1927), профессору медицины Фридриху фон Мюллеру, философу Теодору Липпсу, инженеру Оскару фон Миллеру и другим.

## Личная жизнь
В 1907 году скульптор женился на дочери своего учителя Адольфа фон Гильдебранда — Ирен.

## Галерея

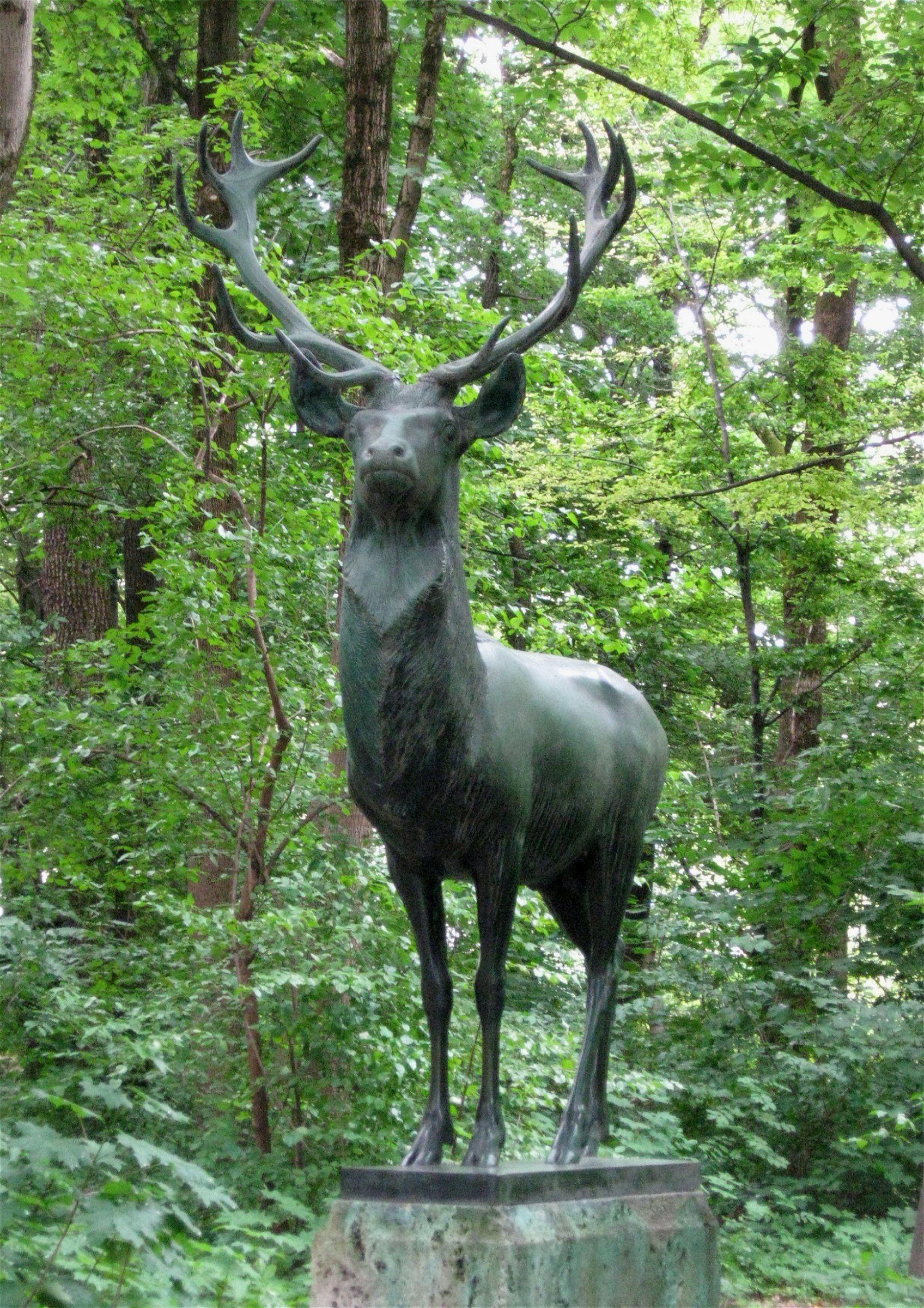
Олень (бронза), Мюнхен, Бавария-парк.
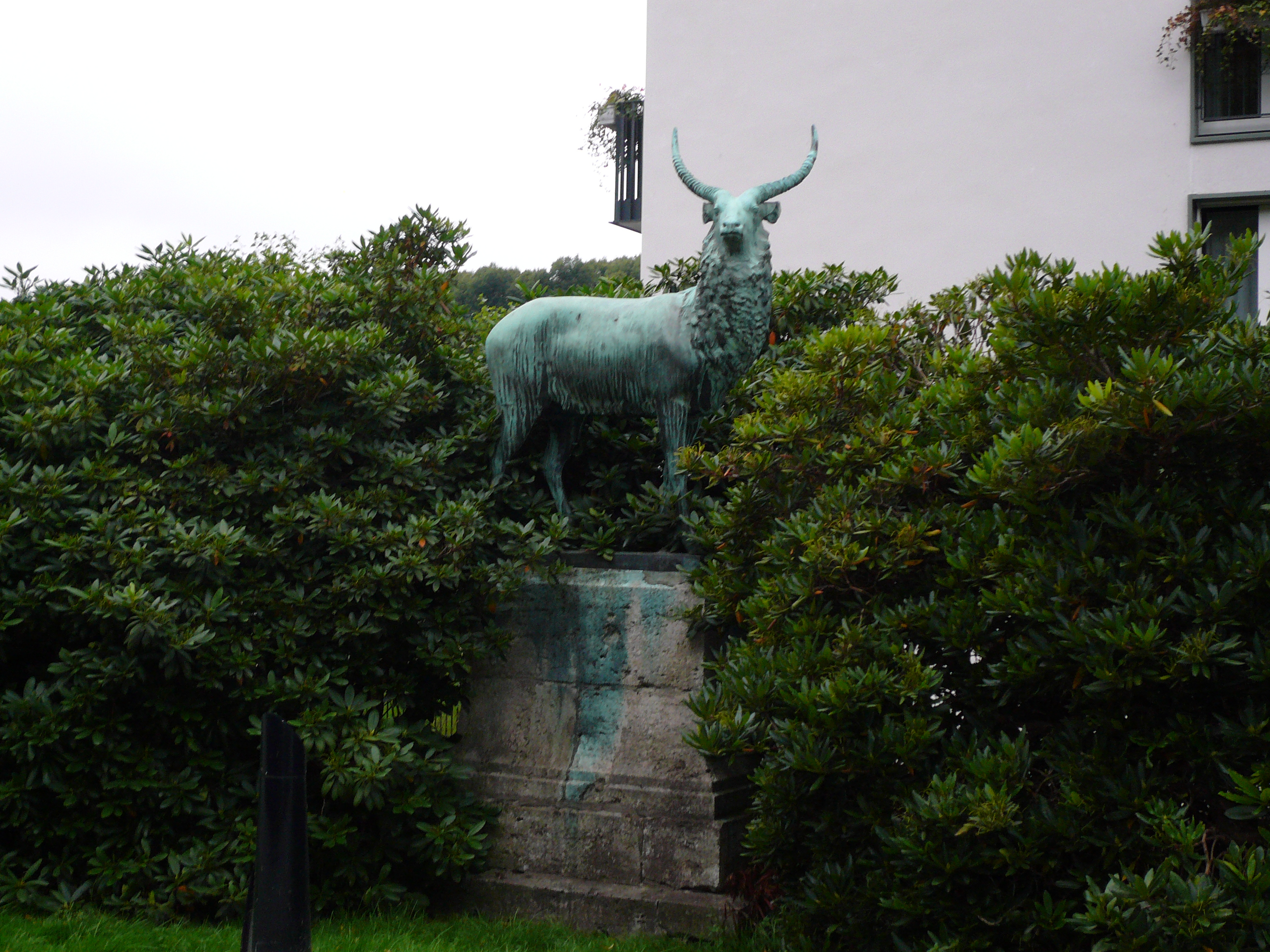
Водный козёл (бронза), Бремен.
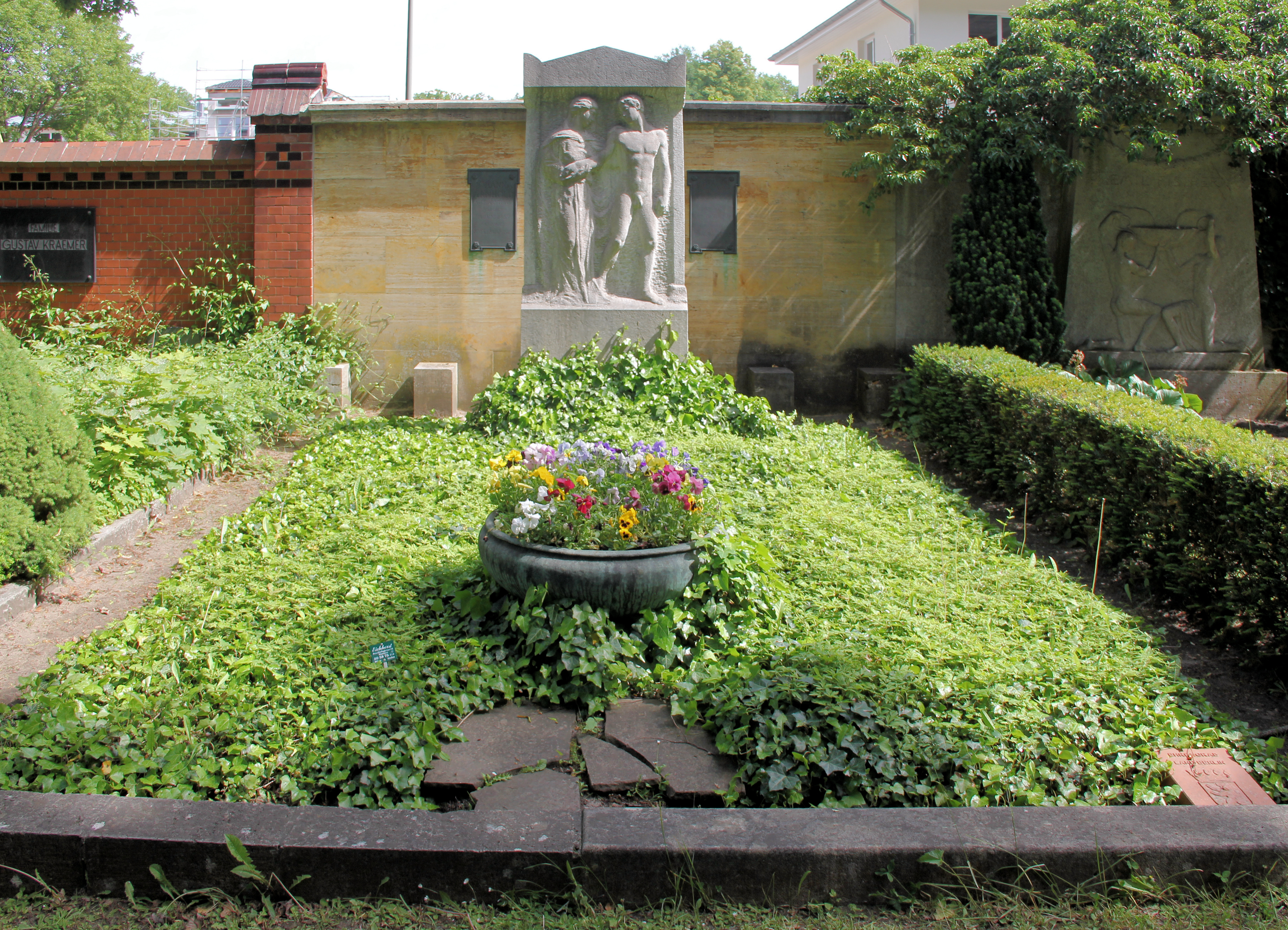
Надгробный памятник меценату Эдуарду Арнольду, Берлин.